# Taça de Portugal de 2012–13
A Taça de Portugal de 2012–13 foi a 73ª edição da Taça de Portugal, organizada pela Federação Portuguesa de Futebol. O vencedor da prova tem apuramento direto para a fase de grupos da Liga Europa de 2013–14. A Académica de Coimbra, vencedora de 2011–12, foi eliminada pelo Benfica nos quartos-de-final. A final foi disputada entre Vitória de Guimarães (vencedor) e Benfica (vencido) no dia 26 de Maio, no Estádio Nacional (Jamor).

## Participantes
- Primeira Liga - 16 equipas
- Segunda Liga - 16 equipas
- Segunda Divisão - 48 equipas
- Terceira Divisão - 82 equipas

## Calendário
| Ronda            | Data                                   | Jogos | Clubes    | Entradas na ronda | Notas                                                                                               |
| ---------------- | -------------------------------------- | ----- | --------- | ----------------- | --------------------------------------------------------------------------------------------------- |
| 1ª Eliminatória  | 26 de Agosto e 9 de Setembro de 2012   | 50    | 162 → 112 | 100               | Entram os clubes participantes na Segunda Divisão e na Terceira Divisão Nacionais.                  |
| 2ª Eliminatória  | 16 de Setembro e 14 de Outubro de 2012 | 48    | 112 → 64  | 46                | Entram os clubes participantes na Segunda Liga e as equipas que ficaram isentas na 1ª eliminatória. |
| 3ª Eliminatória  | 21 de Outubro de 2012                  | 32    | 64 → 32   | 16                | Entram os clubes participantes na Primeira Liga.                                                    |
| 4ª Eliminatória  | 18 de Novembro de 2012                 | 16    | 32 → 16   | N/A               | |
| Oitavos-de-final | 2 de Dezembro de 2012                  | 8     | 16 → 8    | N/A               | |
| Quartos-de-Final | 16 de Janeiro de 2013                  | 4     | 8 → 4     | N/A               | |
| Meias-Finais     | 30 de Janeiro e 17 de Abril de 2013    | 2     | 4 → 2     | N/A               | As Meias-Finais jogam-se em 2 mãos.                                                                 |
| Final            | 26 de Maio de 2013                     | 1     | 2 → 1     | N/A               | Final da Taça de Portugal no Estádio Nacional do Jamor.                                             |

## 1ª Eliminatória
Nesta Eliminatória entram a prova as equipas da Segunda Divisão (II) e da Terceira Divisão (III) nacionais. Os jogos foram disputados a 25 e 26 de agosto e também a 9 de setembro de 2012.
| Visitado                 | Resultado        | Visitante                   |
| ------------------------ | ---------------- | --------------------------- |
| Santiago (III)           | 0 – 2            | Bustelo (II)                |
| Barreiro (III)           | 1 – 0            | Moura (III)                 |
| Sousense (II)            | 2 – 0            | Beneditense (III)           |
| Académico de Viseu (II)  | 6 – 0            | Prainha (III)               |
| Rabo de Peixe (III)      | 0 – 2            | Tourizense (II)             |
| Operário (II)            | 3 – 1            | Vila Real (III)             |
| Flamengos (III)          | 0 – 4            | Sertanense (II)             |
| Praiense (III)           | 2 – 0            | Penelense (III)             |
| Angrense (III)           | 1 – 2            | Vizela (II)                 |
| Lusitânia (II)           | 0 – 1            | Santa Maria (III)           |
| Oriental (II)            | 2 – 1            | Juventude de Évora (III)    |
| Sintrense (III)          | 2 – 1            | Lusitano VRSA (III)         |
| União de Montemor (III)  | 1 – 0            | Oliveira de Frades (III)    |
| Alba (III)               | 3 – 4            | Vilaverdense (II)           |
| Gondomar (II)            | 2 – 1            | Cesarense (II)              |
| Marinhense (III)         | 0 – 6            | Alcanenense (III)           |
| Sporting de Espinho (II) | 1 – 0            | União de Tires (III)        |
| São João Ver (II)        | 0 – 1            | Ribeirão (II)               |
| Real (III)               | 0 – 1            | Cinfães (II)                |
| Farense (II)             | 1 – 0 (a.p.)     | Mafra (II)                  |
| Serzedelo (III)          | 0 – 1            | Caldas (III)                |
| Parada (III)             | 2 – 3            | Nogueirense (II)            |
| Lourinhanense (III)      | 1 – 1 (4–3 g.p.) | Carregado (II)              |
| Louletano (II)           | 4 – 2            | Bragança (III)              |
| Aljustrelense (III)      | 0 – 1            | Atlético de Reguengos (III) |

| Visitado                   | Resultado        | Visitante                  |
| -------------------------- | ---------------- | -------------------------- |
| Sacavenense (III)          | 3 – 0            | Monte do Trigo (III)       |
| Barreirense (III)          | 2 – 2 (6–7 g.p.) | Oeiras (II)                |
| Lousada (III)              | 1 – 1 (2–4 g.p.) | Salgueiros 08 (III)        |
| Melgacense (III)           | 2 – 1 (a.p.)     | Famalicão (II)             |
| Desportivo de Ronfe (III)  | 1 – 2            | Pinhalnovense (II)         |
| Oliveira do Bairro (III)   | 2 – 2 (4–5 g.p.) | Aliados do Lordelo (III)   |
| Vianense (III)             | 0 – 1            | Felgueiras 1932 (III)      |
| Torreense (II)             | 2 – 2 (4–5 g.p.) | Futebol Benfica (II)       |
| Fátima (II)                | 2 – 0            | Vitória de Sernache (III)  |
| Oliveira do Hospital (III) | 3 – 2            | Sporting Ideal (III)       |
| Esperança de Lagos (III)   | 1 – 1 (2–4 g.p.) | Grijó (III)                |
| Mortágua (III)             | 0 – 1            | Fabril Barreiro (III)      |
| Pêro Pinheiro (III)        | 2 – 1            | Maria da Fonte (III)       |
| Vasco da Gama (III)        | 3 – 2            | Caçadores das Taipas (III) |
| Avanca (III)               | 5 – 0            | Esposende (III)            |
| Castrense (III)            | 0 – 2            | Eléctrico (III)            |
| Infesta (II)               | 2 – 2 (3–5 g.p.) | Chaves (II)                |
| Merelinense (III)          | 2 – 3            | Mirandela (II)             |
| Santa Eulália (III)        | 3 – 1 (a.p.)     | Rebordosa (III)            |
| Joane (II)                 | 0 – 1            | Limianos (II)              |
| Tirsense (II)              | 5 – 1            | GD Sesimbra (II)           |
| Pedras Rubras (III)        | 4 – 1            | Alcobaça (III)             |
| Varzim (II)                | 5 – 1            | Marinhas (III)             |
| Torres Novas (III)         | 1 – 2            | Ribeira Brava (II)         |
| União de Leiria (II)       | 2 – 1            | Boavista (II)              |

Equipas sorteadas como isentas na 1ª eliminatória e apuradas diretamente para a 2ª eliminatótia:
| - 1º Dezembro (II) - Aguiar da Beira (III) - Amarante (II) - Amora (III) - Anadia (II) - Benfica e Castelo Branco (II) - Cartaxo (III) - Casa Pia (II) - Coimbrões (II) - Desportivo Monção (III) - Estarreja (III) - Fafe (II) - Lagoa (III) - Leça (III) - Marítimo da Graciosa (III) | - AD Oliveirense (III) - Padroense (II) - Pampilhosa (II) - Penalva do Castelo (III) - Peniche (III) - Ponte da Barca (III) - Quarteirense (II) - Sampedrense (III) - Sourense (III) - Sporting de Pombal (III) - Tocha (II) - União de Lamas (III) - Paredes (III) - Vila Meã (III) - Vitória do Pico (III) |

## 2ª Eliminatória
Nesta Eliminatória entram na prova as equipas da Segunda Liga (SL) e os clubes que ficaram isentos na 1ª Eliminatória. Os jogos foram disputados a 16 de setembro e 14 de outubro de 2012.
| Visitado                    | Resultado          | Visitante                   |
| --------------------------- | ------------------ | --------------------------- |
| Aliados do Lordelo (III)    | 2 – 1              | Sertanense (II)             |
| Fátima (II)                 | 4 – 1              | Sporting de Pombal (III)    |
| Atlético de Reguengos (III) | 1 – 0              | Grijó (III)                 |
| Pedras Rubras (III)         | 4 – 0              | Marítimo Graciosa (III)     |
| Monção (III)                | 0 – 1 (a.p.)       | Eléctrico (III)             |
| Varzim (II)                 | 3 – 0              | Bustelo (II)                |
| Santa Maria (III)           | 1 – 1 (4–5 g.p.)   | Pinhalnovense (II)          |
| Mirandela (II)              | 1 – 0              | Cartaxo (III)               |
| Praiense (III)              | 0 – 1              | Gondomar (II)               |
| Lourinhanense (III)         | 2 – 1 (a.p.)       | Louletano (II)              |
| Vila Meã (III)              | 2 – 3              | Aguiar da Beira (III)       |
| Académico de Viseu (II)     | 0 – 2              | Portimonense (SL)           |
| União da Madeira (SL)       | 3 – 1              | Benfica Castelo Branco (II) |
| Freamunde (SL)              | 1 – 0              | Salgueiros 08 (III)         |
| Sourense (III)              | 0 – 0 (10–11 g.p.) | Pampilhosa (II)             |
| Futebol Benfica (II)        | 0 – 2              | Fafe (II)                   |
| Chaves (II)                 | 0 – 2              | Tirsense (II)               |
| Feirense (SL)               | 2 – 0              | Padroense (II)              |
| Barreiro (III)              | 2 – 3              | União de Lamas (III)        |
| Pêro Pinheiro (III)         | 0 – 1              | 1º Dezembro (II)            |
| Lagoa (III)                 | 0 – 5              | Tondela (SL)                |
| Avanca (III)                | 0 – 3              | Sporting de Espinho (II)    |
| Vilaverdense (II)           | 2 – 1              | Felgueiras 1932 (III)       |
| Alcanenense (III)           | 0 – 1              | AD Oliveirense (III)        |

| Visitado                 | Resultado        | Visitante                  |
| ------------------------ | ---------------- | -------------------------- |
| Fabril Barreiro (III)    | 2 – 1 (a.p.)     | Paredes (III)              |
| Amarante (II)            | 0 – 3            | Santa Eulália (III)        |
| Quarteirense (II)        | 2 – 3            | Farense (II)               |
| Melgacense (III)         | 1 – 1 (2–3 g.p.) | Ponte da Barca (III)       |
| União de Leiria (II)     | 1 – 0            | Ribeira Brava (II)         |
| Operário (II)            | 3 – 1            | Caldas (III)               |
| Tocha (II)               | 0 – 0 (2–3 g.p.) | Nogueirense (II)           |
| Sousense (II)            | 0 – 2            | Coimbrões (II)             |
| Belenenses (SL)          | 4 – 0            | Vizela (II)                |
| Leixões (SL)             | 4 – 1            | Leça (III)                 |
| Oliveirense (SL)         | 5 – 1 (a.p.)     | Sintrense (III)            |
| Penalva do Castelo (III) | 1 – 0            | Peniche (III)              |
| Sampedrense (III)        | 0 – 1            | Sacavenense (III)          |
| Atlético CP (SL)         | 0 – 2            | Naval (SL)                 |
| Oeiras (II)              | 1 – 2 (a.p.)     | Oliveira do Hospital (III) |
| Casa Pia (II)            | 0 – 1            | Penafiel (SL)              |
| Ribeirão (II)            | 6 – 0            | União de Montemor (III)    |
| Sporting da Covilhã (SL) | 4 – 0            | Cinfães (II)               |
| Vitória do Pico (III)    | 0 – 3            | Anadia (II)                |
| Desportivo das Aves (SL) | 2 – 0            | Estarreja (III)            |
| Tourizense (II)          | 1 – 1 (4–1 g.p.) | Oriental (II)              |
| Limianos (II)            | 4 – 0            | Amora (III)                |
| Vasco da Gama (III)      | 0 – 3            | Santa Clara (SL)           |
| Arouca (SL)              | 1 - 0            | Trofense (SL)              |

## 3ª Eliminatória
Nesta Eliminatória entram na prova as equipas da Primeira Liga (PL). Os jogos foram jogados a 21 de outubro de 2012.
| Visitado                    | Resultado        | Visitante                |
| --------------------------- | ---------------- | ------------------------ |
| Freamunde (SL)              | 0 - 4            | Benfica (PL)             |
| Santa Eulália (III)         | 0 - 1            | Porto (PL)               |
| Gondomar (II)               | 0 - 2 (a.p.)     | Gil Vicente (PL)         |
| Olhanense (PL)              | 3 - 0            | 1º Dezembro (II)         |
| Vitória de Setúbal (PL)     | 1 - 0            | Tondela (SL)             |
| Naval (SL)                  | 1 - 3 (a.p.)     | Arouca (SL)              |
| Aguiar da Beira (III)       | 1 - 0 (a.p.)     | União de Lamas (III)     |
| Atlético de Reguengos (III) | 0 - 1            | Farense (II)             |
| Vitória de Guimarães (PL)   | 6 - 1            | Vilaverdense (II)        |
| Ponte da Barca (III)        | 1 - 3            | Académica (PL)           |
| Oliveira do Hospital (III)  | 1 - 1 (4-2 g.p.) | Ribeirão (II)            |
| Desportivo das Aves (SL)    | 3 - 1 (a.p.)     | Tirsense (II)            |
| Sacavenense (III)           | 2 - 2 (2-3 g.p.) | União de Leiria (II)     |
| Moreirense (PL)             | 3 - 2 (a.p.)     | Sporting (PL)            |
| Limianos (II)               | 0 - 1            | Tourizense (II)          |
| Pampilhosa (III)            | 5 - 5 (4-2 g.p.) | Sporting da Covilhã (SL) |

| Visitado                 | Resultado        | Visitante                |
| ------------------------ | ---------------- | ------------------------ |
| Fátima (II)              | 0 - 0 (3-4 g.p.) | Penalva do Castelo (III) |
| Fabril Barreiro (III)    | 3 - 1            | Eléctrico (III)          |
| Aliados do Lordelo (III) | 0 - 2            | Oliveirense (SL)         |
| Beira-Mar (PL)           | 0 - 0 (4-2 g.p.) | Penafiel (SL)            |
| Varzim (II)              | 1 - 1 (2-3 g.p.) | Mirandela (II)           |
| Nacional (PL)            | 4 - 0            | Sporting de Espinho (II) |
| Pinhalnovense (II)       | 0 - 3            | Lourinhanense (III)      |
| Marítimo (PL)            | 2 - 1 (a.p.)     | AD Oliveirense (III)     |
| Nogueirense (II)         | 1 - 3            | Santa Clara (SL)         |
| Caldas (III)             | 0 - 0 (2-4 g.p.) | Coimbrões (II)           |
| Anadia (II)              | 2 - 5 (a.p.)     | Belenenses (SL)          |
| Rio Ave (PL)             | 2 - 1            | Portimonense (SL)        |
| Pedras Rubras (III)      | 3 - 2            | União da Madeira (SL)    |
| Estoril Praia (PL)       | 1 - 2            | Paços de Ferreira (PL)   |
| Farense (II)             | 3 - 0            | Fafe (II)                |
| Braga (PL)               | 3 - 0 (a.p.)     | Leixões (SL)             |

## 4ª Eliminatória
Os jogos foram disputados a 18 de novembro de 2012.
| Visitado                   | Resultado        | Visitante                 |
| -------------------------- | ---------------- | ------------------------- |
| Pampilhosa (II)            | 1 - 3            | Braga (PL)                |
| Moreirense (PL)            | 0 - 2            | Benfica (PL)              |
| Aguiar da Beira (III)      | 0 - 3            | Marítimo (PL)             |
| Farense (II)               | 1 - 1 (4-5 g.p.) | Beira-Mar (PL)            |
| Nacional (PL)              | 0 - 3            | Porto (PL)                |
| Mirandela (II)             | 1 - 2 (a.p.)     | Gil Vicente (PL)          |
| Oliveira do Hospital (III) | 0 - 2            | Fabril Barreiro (III)     |
| Tourizense (II)            | 1 - 0 (a.p.)     | Santa Clara (SL)          |
| Arouca (SL)                | 2 - 1 (a.p.)     | Rio Ave (PL)              |
| Oliveirense (SL)           | 1 - 0            | União de Leiria (II)      |
| Lourinhanense (III)        | 3 - 2            | Feirense (SL)             |
| Paços de Ferreira (PL)     | 2 - 1            | Olhanense (PL)            |
| Belenenses (PL)            | 3 - 0            | Pedras Rubras (III)       |
| Académica (PL)             | 1 - 0 (a.p.)     | Panalva do Castelo (III)  |
| Vitória de Setúbal (PL)    | 2 - 2 (3-5 g.p.) | Vitória de Guimarães (PL) |
| Desportivo das Aves (SL)   | 2 - 1            | Coimbrões (II)            |

## Oitavos-de-final
Os jogos foram disputados a 2 de dezembro de 2012.
| Visitado            | Resultado        | Visitante                 |
| ------------------- | ---------------- | ------------------------- |
| Benfica (PL)        | 6 - 0            | Desportivo das Aves (SL)  |
| Braga (PL)          | 2 - 1            | Porto (PL)                |
| Académica (PL)      | 3 - 0            | Tourizense (II)           |
| Arouca (SL)         | 2 - 1            | Beira-Mar (PL)            |
| Lourinhanense (III) | 0 - 6            | Paços de Ferreira (PL)    |
| Belenenses (SL)     | 4 - 0            | Fabril Barreiro (III)     |
| Gil Vicente (PL)    | 1 - 0            | Oliveirense (SL)          |
| Marítimo (PL)       | 1 - 1 (4-5 g.p.) | Vitória de Guimarães (PL) |

## Quartos-de-final
O sorteio foi realizado no dia 18 de dezembro de 2012 e os jogos foram disputados a 16 de janeiro de 2013.
| Visitado                  | Resultado  | Visitante        |
| ------------------------- | ---------- | ---------------- |
| Vitória de Guimarães (PL) | 2 – 1 (ap) | Braga (PL)       |
| Arouca (SL)               | 1 – 4      | Belenenses (SL)  |
| Académica (PL)            | 0 – 4      | Benfica (PL)     |
| Paços de Ferreira (PL)    | 2 – 1      | Gil Vicente (PL) |

## Meias-finais
O sorteio foi realizado no dia 18 de dezembro de 2012. A 1ª mão foi disputada a 30 de janeiro de 2013 e a 2ª mão a 17 de abril de 2013.
| Equipa 1                  | Resultado | Equipa 2        | 1º Jogo | 2º Jogo |
| ------------------------- | --------- | --------------- | ------- | ------- |
| Vitória de Guimarães (PL) | 3-0       | Belenenses (SL) | 2-0     | 1-0     |
| Paços de Ferreira (PL)    | 1-3       | Benfica (PL)    | 0–2     | 1–1     |

## Final
| 26 de maio de 2013 | Benfica    | 1 – 2 | Vitória de Guimarães      | Estádio Nacional do Jamor            |
| 17:15 UTC          | Gaitán 30' |       | Soudani 79' · Ricardo 81' | Público: 36 850 Árbitro: Jorge Sousa |

## Campeão
| Taça de Portugal 2012-13       |
| ------------------------------ |
| Vitória de Guimarães 1º Título |